# Llista de ministres de Defensa d'Espanya
Aquesta és la llista de ministres de Defensa d'Espanya des del regnat de Carles IV d'Espanya fins a l'actualitat.

## Llista de Ministres
| Període                                                  | Inici                  | Fi                                                                   | Nom                                           | Partit      | Fotografia |
| -------------------------------------------------------- | ---------------------- | -------------------------------------------------------------------- | --------------------------------------------- | ----------- | ---------- |
| Regnat de Carles IV (1788-1808)                          |                        |                                                                      |                                               |             |            |
| 25 de novembre de 1807                                   | 19 de març de 1808     | Antonio de Olaguer y Feliú (7)                                       |                                               |             |            |
| Regnat de Ferran VII (1808)                              |                        |                                                                      |                                               |             |            |
| 19 de març de 1808                                       | 5 d'abril de 1808      | Antonio de Olaguer y Feliú (7)                                       |                                               |             |            |
| 5 d'abril de 1808                                        | 7 de juliol de 1808    | Gonzalo O'Farrill y Herrera (7)                                      |                                               |             |            |
| Regnat de Josep I (1808-1813)                            |                        |                                                                      |                                               |             |            |
| 7 de juliol de 1808                                      | 27 de juny de 1813     | Gonzalo O'Farrill y Herrera (6)                                      |                                               |             |            |
| Junta Suprema Central (1808-1812)                        |                        |                                                                      |                                               |             |            |
| 15 d'octubre de 1808                                     | 31 de gener de 1810    | Antonio Cornel Ferraz Doz y Ferraz (7)                               |                                               |             |            |
| 31 de gener de 1810                                      | 20 de maig de 1810     | Francisco de Eguía y López de Letona (7)                             |                                               |             |            |
| 20 de maig de 1810                                       | 9 d'octubre de 1810    | Eusebio de Bardaxí y de Azara (7)                                    | Interí                                        |             |            |
| 9 d'octubre de 1810                                      | 6 de febrer de 1812    | José de Heredia y Velarde (7)                                        |                                               |             |            |
| 6 de febrer de 1812                                      | 23 de juny de 1812     | José María Carvajal (7)                                              | Interí                                        |             |            |
| 23 de juny de 1812                                       | 30 de maig de 1813     | Francisco Javier Abadía (7)                                          |                                               |             |            |
| 30 de maig de 1813                                       | 14 de gener de 1814    | Juan O'Donojú y O'Ryan (7)                                           | Interí                                        |             |            |
| 14 de gener de 1814                                      | 4 de maig de 1814      | Tomás Moreno Daoíz (7)                                               | Interí                                        |             |            |
| Regnat de Ferran VII (1814-1833)                         |                        |                                                                      |                                               |             |            |
| 4 de maig de 1814                                        | 29 de maig de 1814     | Manuel Alberto Freire de Andrade y Armijo (7)                        |                                               |             |            |
| 29 de maig de 1814                                       | 25 de març de 1815     | Francisco de Eguía y López de Letona (7)                             |                                               |             |            |
| 25 de març de 1815                                       | 23 d'octubre de 1815   | Francisco López Ballesteros (7)                                      |                                               |             |            |
| 23 d'octubre de 1815                                     | 19 de juny 1817        | Francisco Bernaldo de Quirós y Mariño de Lobera (7)                  | Interí                                        |             |            |
| 19 de juny de 1817                                       | 13 de juny de 1819     | Francisco de Eguía y López de Letona (7)                             |                                               |             |            |
| 13 de juny de 1819                                       | 18 de març de 1820     | José Alós Mora (7)                                                   | Interí                                        |             |            |
| 18 de març de 1820                                       | 18 d'agost de 1820     | Pedro Agustín Girón Las Casas (6)                                    |                                               |             |            |
| 18 d'agost de 1820                                       | 23 de setembre de 1820 | Juan Jabat Aztal (6)                                                 |                                               |             |            |
| 23 de setembre de 1820                                   | 4 de març de 1821      | Cayetano Valdés y Flores Bazán y Peón (6)                            |                                               |             |            |
| 4 de març de 1821                                        | 23 d'agost de 1821     | Tomás Moreno Daoíz (6)                                               |                                               |             |            |
| 23 d'agost de 1821                                       | 4 de setembre de 1821  | Diego Contador (6)                                                   |                                               |             |            |
| 4 de setembre de 1821                                    | 9 de setembre de 1821  | Ignacio Balanzat de Orvay y Briones (6)                              |                                               |             |            |
| 9 de setembre de 1821                                    | 8 de gener de 1822     | Estanislao Sánchez Salvador (6)                                      |                                               |             |            |
| 9 de gener de 1822                                       | 24 de gener de 1822    | José Castellar (6)                                                   | Interí                                        |             |            |
| 24 de gener de 1822                                      | 28 de febrer de 1822   | José Cienfuegos Jovellanos (6)                                       |                                               |             |            |
| 28 de febrer de 1822                                     | 6 de juliol de 1822    | Ignacio Balanzat de Orvay y Briones (6)                              |                                               |             |            |
| 10 de juliol de 1822                                     | 29 d'abril de 1823     | Miguel López-Baños y Monsalve (6)                                    |                                               |             |            |
| 29 d'abril de 1823                                       | 2 de juny de 1823      | Pedro de la Bárcena Valdivieso (6)                                   | Interí                                        |             |            |
| 2 de juny de 1823                                        | 18 de juny de 1823     | Estanislao Sánchez Salvador (6)                                      | Interí                                        |             |            |
| 21 de juny de 1823                                       | 30 de setembre de 1823 | Manuel de la Puente (6)                                              |                                               |             |            |
| 30 de setembre de 1823                                   | 2 de desembre de 1823  | José San Juan Brown (6)                                              |                                               |             |            |
| 2 de desembre de 1823                                    | 26 d'agost de 1824     | José Raúl Tijerina de la Santa Cruz (7)                              |                                               |             |            |
| 26 d'agost de 1824                                       | 13 de juny de 1825     | José Aymerich Baras (7)                                              | Interí                                        |             |            |
| 13 de juny de 1825                                       | 27 de juny de 1825     | Luis María Salazar y Salazar (7)                                     | Interí                                        |             |            |
| 27 de juny de 1825                                       | 1 d'octubre de 1832    | Miguel Ibarrola González (7)                                         |                                               |             |            |
| 1 d'octubre de 1832                                      | 14 de desembre de 1832 | Juan Antonio Monet (7)                                               |                                               |             |            |
| 14 de desembre de 1832                                   | 29 de novembre de 1833 | José Raúl Tijerina de la Santa Cruz (7)                              |                                               |             |            |
| Regència de Maria Cristina (1833-1840)                   |                        |                                                                      |                                               |             |            |
| 29 de novembre de 1833                                   | 2 de novembre de 1834  | Antonio Remón Zarco del Valle y Huet (6)                             |                                               |             |            |
| 2 de novembre de 1834                                    | 17 de febrer de 1835   | Manuel de Llauder i de Camín (6)                                     |                                               |             |            |
| 17 de febrer de 1835                                     | 13 de juny de 1835     | Jerónimo Valdés de Noriega (6)                                       |                                               |             |            |
| 13 de juny de 1835                                       | 28 d'agost de 1835     | Pedro Agustín Girón y Las Casas (6)                                  |                                               |             |            |
| 18 d'agost de 1835                                       | 14 de setembre de 1835 | Prudencio de Guadalfajara Aguilera (6)                               | Interí                                        |             |            |
| 14 de setembre de 1835                                   | 27 de setembre de 1835 | Mariano Quirós Iruega (6)                                            | Interí                                        |             |            |
| 27 de setembre de 1835                                   | 27 d'abril de 1836     | Ildefonso Díez de Rivera i Muro                                      |                                               |             |            |
| 27 d'abril de 1836                                       | 15 de maig de 1836     | José Ramón Rodil y Campillo (6)                                      |                                               |             |            |
| 15 de maig de 1836                                       |                        | Antonio Seoane Hoyos (6)                                             | No va acceptar                                |             |            |
| 17 de maig de 1836                                       | 8 de juny de 1836      | Manuel de Soria (6)                                                  | Interí                                        |             |            |
| 8 de juny de 1836                                        | 14 d'agost de 1836     | Santiago Méndez Vigo (6)                                             |                                               |             |            |
| 20 d'agost de 1836                                       | 26 de novembre de 1836 | José Ramón Rodil y Campillo (6)                                      |                                               |             |            |
| 26 de novembre de 1836                                   | 27 de febrer de 1837   | Francisco Javier Rodríguez Vera (6)                                  | Interí.                                       |             |            |
| 27 de febrer de 1837                                     | 29 de juliol de 1837   | Ildefonso Díez de Rivera i Muro (6)                                  |                                               |             |            |
| 29 de juliol de 1837                                     | 30 d'agost de 1837     | Baldomero Fernández-Espartero y Álvarez de Toro (6)                  |                                               |             |            |
| 30 d'agost de 1837                                       | 1 d'octubre de 1837    | Evaristo Fernández de San Miguel y Valledor (6)                      |                                               |             |            |
| 1 d'octubre de 1837                                      | 4 d'octubre de 1837    | Ignacio Balanzat de Orvay y Briones (6)                              |                                               |             |            |
| 4 d'octubre de 1837                                      | 8 de desembre de 1837  | Francisco Ramonet Jaraba (6)                                         |                                               |             |            |
| 8 de desembre 1837                                       | 16 de desembre de 1837 | Jacobo María Espinosa de los Monteros y Quintana (6)                 | Interí                                        |             |            |
| 16 de desembre de 1837                                   | 17 de gener de 1838    | Baldomero Fernández-Espartero y Álvarez de Toro (6)                  |                                               |             |            |
| 17 de gener de 1838                                      | 19 de març de 1838     | José Manuel de Carratalá y Martínez (6)                              |                                               |             |            |
| 19 de març de 1838                                       | 16 de setembre de 1838 | Manuel Latre (6)                                                     |                                               |             |            |
| 16 de setembre de 1838                                   | 30 d'octubre de 1839   | Isidro de Alaix Fábregas (6)                                         |                                               |             |            |
| 30 d'octubre de 1839                                     | 8 d'abril de 1840      | Ramón María Narváez y Campos (6)                                     | Interí                                        |             |            |
| 8 d'abril de 1839                                        | 14 d'abril de 1840     | Fernando de Norzagaray y Escudero (6)                                | Interí                                        |             |            |
| 14 d'abril de 1840                                       | 19 de juliol de 1840   | Serafín María de Sutton (o de Sotto) y Abbach Langton Casaviella (6) |                                               |             |            |
| 20 de juliol de 1840                                     | 28 d'agost de 1840     | Valentín Ferraz y Barrau (6)                                         |                                               |             |            |
| 28 d'agost de 1840                                       | 11 de setembre de 1840 | Francisco Javier Azpiroz y Jalón (6)                                 |                                               |             |            |
| 11 de setembre de 1840                                   | 16 de setembre de 1840 | Facundo Infante Chávez (6)                                           |                                               |             |            |
| Regència de Baldomero Espartero (1840-1843)              |                        |                                                                      |                                               |             |            |
| 16 de setembre de 1840                                   | 20 de maig de 1841     | Pedro Chacón y Chacón (6)                                            |                                               |             |            |
| 20 de maig de 1841                                       | 17 de juny de 1842     | Evaristo Fernández de San Miguel y Valledor (6)                      |                                               |             |            |
| 17 de juny de 1842                                       | 9 de maig de 1843      | José Ramón Rodil y Campillo (6)                                      |                                               |             |            |
| 9 de maig de 1843                                        | 19 de maig de 1843     | Francisco Serrano Domínguez (6)                                      |                                               |             |            |
| 19 de maig de 1843                                       | 24 de maig de 1843     | Isidoro de Hoyos y Rubín de Celis (6)                                |                                               |             |            |
| 24 de maig de 1843                                       | 30 de juliol de 1843   | Agustín Nogueras Pitarque (6)                                        | Interí                                        |             |            |
| Regnat d' Isabel II (1843-1868)                          |                        |                                                                      |                                               |             |            |
| 30 de juliol de 1843                                     | 1 de desembre de 1843  | Francisco Serrano Domínguez (6)                                      |                                               |             |            |
| 5 de desembre de 1843                                    | 3 de maig de 1844      | Manuel de Mazarredo y Mazarredo (6)                                  |                                               |             |            |
| 3 de maig de 1844                                        | 12 de febrer de 1846   | Ramón María Narváez y Campos (6)                                     |                                               |             |            |
| 12 de febrer de 1846                                     | 16 de març de 1846     | Federico Roncali Ceruti (6)                                          |                                               |             |            |
| 16 de març de 1846                                       | 5 d'abril de 1846      | Ramón María Narváez y Campos (6)                                     |                                               |             |            |
| 5 d'abril de 1846                                        | 12 d'abril de 1846     | Francisco Armero Peñaranda (6)                                       | Interí                                        |             |            |
| 12 d'abril de 1846                                       | 28 de gener de 1847    | José Laureano Sanz (6)                                               |                                               |             |            |
| 28 de gener de 1847                                      | 15 de febrer de 1847   | Manuel Pavía y Rodríguez de Alburquerque (6)                         |                                               |             |            |
| 15 de febrer de 1847                                     | 28 de març de 1847     | Marcelino de Oraá Lecumberri (6)                                     |                                               |             |            |
| 28 de març de 1847                                       | 31 d'agost de 1847     | Manuel de Mazarredo y Mazarredo (6)                                  |                                               |             |            |
| 31 d'agost de 1847                                       | 3 de novembre de 1847  | Fernando Fernández de Córdova Valcárcel (6)                          |                                               |             |            |
| 3 de novembre de 1847                                    | 24 de desembre de 1847 | Ramón María Narváez y Campos (6)                                     |                                               |             |            |
| 24 de desembre de 1847                                   | 19 d'octubre de 1849   | Francisco de Paula Figueras Caminals (6)                             |                                               |             |            |
| 19 d'octubre de 1849                                     | 20 d'octubre de 1849   | Serafín María de Sutton (o de Sotto) y Abbach Langton Casaviella (6) |                                               |             |            |
| 20 d'octubre de 1849                                     | 14 de gener de 1851    | Francisco de Paula Figueras Caminals (6)                             |                                               |             |            |
| 14 de gener de 1851                                      | 6 de febrer de 1851    | Rafael Arístegui y Vélez (6)                                         |                                               |             |            |
| 6 de febrer de 1851                                      | 16 de gener de 1852    | Francisco Lersundi Hormaechea (6)                                    |                                               |             |            |
| 16 de gener de 1852                                      | 13 de juny de 1852     | Joaquín Ezpeleta Enrile (6)                                          |                                               |             |            |
| 13 de juny de 1852                                       | 27 de novembre de 1852 | Juan de Lara e Irigoyen (6)                                          |                                               |             |            |
| 27 de novembre de 1852                                   | 14 de desembre de 1852 | Cayetano de Urbina y Daóiz (6)                                       |                                               |             |            |
| 14 de desembre de 1852                                   | 14 d'abril de 1853     | Juan de Lara e Irigoyen (6)                                          |                                               |             |            |
| 14 d'abril de 1853                                       | 19 de setembre de 1853 | Francisco Lersundi Hormaechea (6)                                    |                                               |             |            |
| 19 de setembre de 1853                                   | 18 de juliol de 1854   | Anselmo Blaser y San Martín (6)                                      |                                               |             |            |
| 18 de juliol de 1854                                     | 30 de juliol de 1854   | Fernando Fernández de Córdova Valcárcel (6)                          |                                               |             |            |
| 30 de juliol de 1854                                     | 12 d'octubre de 1856   | Leopoldo O'Donnell y Joris (6)                                       |                                               |             |            |
| 12 d'octubre de 1856                                     | 16 de desembre de 1856 | Juan Antonio de Urbiztondo y Eguía (6)                               |                                               |             |            |
| 16 de desembre de 1856                                   | 15 d'octubre de 1857   | Francisco de Paula Figueras Caminals (6)                             |                                               |             |            |
| 15 d'octubre de 1857                                     | 14 de gener de 1858    | Francisco Armero Peñaranda (6)                                       |                                               |             |            |
| 14 de gener de 1858                                      | 30 de juny de 1858     | Fermín de Ezpeleta Enrile (6)                                        |                                               |             |            |
| 30 de juny de 1858                                       | 2 de març de 1863      | Leopoldo O'Donnell y Joris (6)                                       |                                               |             |            |
| 2 de març de 1863                                        | 17 de gener de 1864    | José Gutiérrez de la Concha (6)                                      |                                               |             |            |
| 17 de gener de 1864                                      | 1 de març de 1864      | Francisco Lersundi Hormaechea (6)                                    |                                               |             |            |
| 1 de març de 1864                                        | 16 de setembre de 1864 | José María Marchessi y Oleaga (6)                                    |                                               |             |            |
| 16 de setembre de 1864                                   | 30 de març de 1865     | Fernando Fernández de Córdova Valcárcel (6)                          |                                               |             |            |
| 30 de març de 1865                                       | 21 de juny de 1865     | Felipe Rivero Lemoyne (6)                                            |                                               |             |            |
| 21 de juny de 1865                                       | 10 de juliol de 1866   | Leopoldo O'Donnell y Joris (6)                                       |                                               |             |            |
| 10 de juliol de 1866                                     | 23 d'abril de 1868     | Ramón María Narváez y Campos (6)                                     |                                               |             |            |
| 23 d'abril de 1868                                       | 19 de setembre de 1868 | Rafael Mayalde y Villaroya (6)                                       |                                               |             |            |
| 19 de setembre de 1868                                   | 30 de setembre de 1868 | José Gutiérrez de la Concha (6)                                      |                                               |             |            |
| Sexenni Democràtic (1868-1871)                           |                        |                                                                      |                                               |             |            |
| 8 d'octubre de 1868                                      | 27 de desembre de 1870 | Joan Prim i Prats (6)                                                |                                               |             |            |
| 27 de desembre de 1870                                   | 4 de gener de 1871     | Juan Bautista Topete (6)                                             | Interí                                        |             |            |
| Regnat d' Amadeu I (1871-1873)                           |                        |                                                                      |                                               |             |            |
| 4 de gener de 1871                                       | 24 de juliol de 1871   | Francisco Serrano Domínguez (6)                                      | Interí                                        |             |            |
| 24 de juliol de 1871                                     | 5 d'octubre de 1871    | Fernando Fernández de Córdova Valcárcel (6)                          | Interí                                        |             |            |
| 5 d'octubre de 1871                                      | 21 de desembre de 1871 | Joaquín Bassols y Marañosa (6)                                       |                                               |             |            |
| 21 de desembre de 1871                                   | 20 de febrer de 1872   | Eugenio Gaminde y Lafont (6)                                         |                                               |             |            |
| 20 de febrer de 1872                                     | 8 d'abril de 1872      | Antonio del Rey y Caballero (6)                                      |                                               |             |            |
| 8 d'abril de 1872                                        | 26 de maig de 1872     | Juan Zavala de la Puente (6)                                         |                                               |             |            |
| 26 de maig de 1872                                       | 13 de juny de 1872     | Francisco Serrano Domínguez (6)                                      |                                               |             |            |
| 13 de juny de 1872                                       | 12 de febrer de 1873   | Fernando Fernández de Córdova Valcárcel (6)                          |                                               |             |            |
| I República (1873-1874)                                  |                        |                                                                      |                                               |             |            |
| 12 de febrer de 1873                                     | 24 de febrer de 1873   | Fernando Fernández de Córdova Valcárcel (6)                          |                                               |             |            |
| 24 de febrer de 1873                                     | 30 d'abril de 1873     | Juan Acosta Muñoz (6)                                                |                                               |             |            |
| 30 d'abril de 1873                                       | 7 de juny de 1873      | Ramon Nouvillas i Ràfols (6)                                         |                                               |             |            |
| 11 de juny de 1873                                       | 28 de juny de 1873     | Nicolás Estévanez Murphy (6)                                         |                                               |             |            |
| 28 de juny de 1873                                       | 4 de setembre de 1873  | Eulogio González Íscar (6)                                           |                                               |             |            |
| 9 de setembre de 1873                                    | 3 de gener de 1874     | José Sánchez Bregua (6)                                              |                                               |             |            |
| 3 de gener de 1874                                       | 3 de setembre de 1874  | Juan Zavala de la Puente (6)                                         |                                               |             |            |
| 3 de setembre de 1874                                    | 31 de desembre de 1874 | Francisco Serrano Bedoya (6)                                         |                                               |             |            |
| Regnat d' Alfons XII (1874-1885)                         |                        |                                                                      |                                               |             |            |
| 31 de desembre de 1874                                   | 21 de desembre de 1875 | Joaquim Jovellar i Soler (6)                                         |                                               |             |            |
| 21 de desembre de 1875                                   | 7 de març de 1879      | Francisco de Ceballos y Vargas (6)                                   |                                               |             |            |
| 7 de març de 1879                                        | 9 de desembre de 1879  | Arsenio Martínez-Campos Antón (6)                                    |                                               |             |            |
| 9 de desembre de 1879                                    | 8 de febrer de 1881    | José Ignacio de Echavarría y del Castillo (6)                        |                                               |             |            |
| 8 de febrer de 1881                                      | 13 d'octubre de 1883   | Arsenio Martínez-Campos Antón (6)                                    |                                               |             |            |
| 13 d'octubre de 1883                                     | 18 de gener de 1884    | José López Domínguez (6)                                             |                                               |             |            |
| 18 de gener de 1884                                      | 27 de novembre de 1885 | Genaro de Quesada y Matheus (6)                                      |                                               |             |            |
| Regència de Maria Cristina d'Habsburg-Lorena (1885-1902) |                        |                                                                      |                                               |             |            |
| 27 de novembre de 1885                                   | 10 d'octubre de 1886   | Joaquim Jovellar i Soler (6)                                         |                                               |             |            |
| 10 d'octubre de 1886                                     | 8 de març de 1887      | Ignacio María del Castillo y Gil de la Torre (6)                     |                                               |             |            |
| 8 de març de 1887                                        | 14 de juny de 1888     | Manuel Cassola Fernández (6)                                         |                                               |             |            |
| 14 de juny de 1888                                       | 11 de desembre de 1888 | Tomás O'Ryan y Vázquez (6)                                           |                                               |             |            |
| 11 de desembre de 1888                                   | 21 de gener de 1890    | José Chinchilla y Díez de Oñate                                      |                                               |             |            |
| 21 de gener de 1890                                      | 5 de juliol de 1890    | Eduardo Bermúdez Reina (6)                                           |                                               |             |            |
| 5 de juliol de 1890                                      | 11 de desembre de 1892 | Marcelo Azcárraga Palmero (6)                                        |                                               |             |            |
| 11 de desembre de 1892                                   | 23 de març de 1895     | José López Domínguez (6)                                             |                                               |             |            |
| 23 de març de 1895                                       | 4 d'octubre de 1897    | Marcelo Azcárraga Palmero (6)                                        |                                               |             |            |
| 4 d'octubre de 1897                                      | 4 de març de 1899      | Miguel Correa y García (6)                                           | Interí                                        |             |            |
| 4 de març de 1899                                        | 2 d'octubre de 1899    | Camilo García de Polavieja y del Castillo-Negrete (6)                |                                               |             |            |
| 2 d'octubre de 1899                                      | 18 d'octubre de 1900   | Marcelo Azcárraga Palmero (6)                                        |                                               |             |            |
| 18 d'octubre de 1900                                     | 6 de març de 1901      | Arsenio Linares y Pombo (6)                                          |                                               |             |            |
| 6 de març de 1901                                        | 17 de maig de 1902     | Valerià Weyler i Nicolau (6)                                         |                                               |             |            |
| Regnat d' Alfons XIII (1902-1931)                        |                        |                                                                      |                                               |             |            |
| 17 de maig de 1902                                       | 6 de desembre de 1902  | Valerià Weyler i Nicolau (6)                                         |                                               |             |            |
| 6 de desembre de 1902                                    | 20 de juliol de 1903   | Arsenio Linares y Pombo (6)                                          |                                               |             |            |
| 20 de juliol de 1903                                     | 5 de desembre de 1903  | Vicente Martitegui y Pérez de Santamaría (6)                         |                                               |             |            |
| 5 de desembre de 1903                                    | 16 de desembre de 1904 | Arsenio Linares y Pombo (6)                                          |                                               |             |            |
| 16 de desembre de 1904                                   | 27 de gener de 1905    | César del Villar y Villate (6)                                       |                                               |             |            |
| 27 de gener de 1905                                      | 23 de juny de 1905     | Vicente Martitegui y Pérez de Santamaría (6)                         |                                               |             |            |
| 23 de juny de 1905                                       | 1 de desembre de 1905  | Valerià Weyler i Nicolau (6)                                         |                                               |             |            |
| 1 de desembre de 1905                                    | 6 de juliol de 1906    | Agustín de Luque y Coca (6)                                          |                                               |             |            |
| 6 de juliol de 1906                                      | 15 d'octubre de 1906   | José López Domínguez (6)                                             |                                               |             |            |
| 15 d'octubre de 1906                                     | 4 de desembre de 1906  | Agustín de Luque y Coca (6)                                          |                                               |             |            |
| 4 de desembre de 1906                                    | 25 de gener de 1907    | Valerià Weyler i Nicolau (6)                                         |                                               |             |            |
| 25 de gener de 1907                                      | 3 de juliol de 1907    | Francisco de Paula Loño y Pérez (6)                                  |                                               |             |            |
| 3 de juliol de 1907                                      | 1 de març de 1909      | Fernando Primo de Rivera y Sobremonte (6)                            |                                               |             |            |
| 1 de març de 1909                                        | 21 d'octubre de 1909   | Arsenio Linares y Pombo (6)                                          |                                               |             |            |
| 21 d'octubre de 1909                                     | 9 de febrer de 1910    | Agustín de Luque y Coca (6)                                          |                                               |             |            |
| 9 de febrer de 1910                                      | 3 d'abril de 1911      | Ángel Aznar y Butigieg (6)                                           |                                               |             |            |
| 3 d'abril de 1911                                        | 27 d'octubre de 1913   | Agustín de Luque y Coca (6)                                          |                                               |             |            |
| 27 d'octubre de 1913                                     | 9 de desembre de 1915  | Ramón Echagüe y Méndez Vigo (6)                                      |                                               |             |            |
| 9 de desembre de 1915                                    | 19 d'abril de 1917     | Agustín de Luque y Coca (6)                                          |                                               |             |            |
| 19 d'abril de 1917                                       | 11 de juny de 1917     | Francisco Aguilera y Egea (6)                                        |                                               |             |            |
| 11 de juny de 1917                                       | 18 d'octubre de 1917   | Fernando Primo de Rivera y Sobremonte (6)                            |                                               |             |            |
| 18 d'octubre de 1917                                     | 3 de novembre de 1917  | José Marina Vega (6)                                                 |                                               |             |            |
| 3 de novembre de 1917                                    | 22 de març de 1918     | Juan de la Cierva y Peñafiel (6)                                     |                                               |             |            |
| 22 de març de 1918                                       | 9 de novembre de 1918  | José Marina Vega (6)                                                 |                                               |             |            |
| 9 de novembre de 1918                                    | 27 de gener de 1919    | Dámaso Berenguer y Fusté (6)                                         |                                               |             |            |
| 27 de gener de 1919                                      | 15 d'abril de 1919     | Diego Muñoz Cobos (6)                                                |                                               |             |            |
| 15 d'abril de 1919                                       | 20 de juliol de 1919   | Luis de Santiago (6)                                                 |                                               |             |            |
| 20 de juliol de 1919                                     | 12 de desembre de 1919 | Antonio Tovar (6)                                                    |                                               |             |            |
| 15 de desembre de 1919                                   | 5 de maig de 1920      | José Villalba Riquelme (6)                                           |                                               |             |            |
| 5 de maig de 1920                                        | 14 d'agost de 1921     | Luis de Marichalar y Monreal (6)                                     |                                               |             |            |
| 14 d'agost de 1921                                       | 8 de març de 1922      | Juan de la Cierva y Peñafiel (6)                                     |                                               |             |            |
| 8 de març de 1922                                        | 15 de juliol de 1922   | José Olaguer Feliú y Ramírez (6)                                     |                                               |             |            |
| 15 de juliol de 1922                                     | 7 de desembre de 1922  | José Sánchez Guerra (6)                                              | Interí                                        |             |            |
| 7 de desembre de 1922                                    | 26 de maig de 1923     | Niceto Alcalá-Zamora y Torres (6)                                    |                                               |             |            |
| 26 de maig de 1923                                       | 15 de setembre de 1923 | Luis Aizpuru Mondéjar (6)                                            |                                               |             |            |
| Dictadura de Miguel Primo de Rivera                      |                        |                                                                      |                                               |             |            |
| 15 de setembre de 1923                                   | 4 de juliol de 1924    | Luis Bermúdez de Castro (6)                                          |                                               |             |            |
| 4 de juliol de 1924                                      | 3 de novembre de 1928  | Juan O'Donnell y Vargas (6)                                          |                                               |             |            |
| 3 de novembre de 1928                                    | 30 de gener de 1930    | Julio Ardanaz (3)                                                    |                                               |             |            |
| 30 de gener de 1930                                      | 14 d'abril de 1931     | Dámaso Berenguer y Fusté (3)                                         |                                               |             |            |
| II República (1931–1939)                                 | 14 d'abril de 1931     | 12 de setembre de 1933                                               | Manuel Azaña Díaz (6)                         | IR          |            |
| II República (1931–1939)                                 | 14 d'abril de 1931     | 14 d'octubre de 1931                                                 | Santiago Casares Quiroga (4)                  | ORGA        |            |
| II República (1931–1939)                                 | 14 d'octubre de 1931   | 12 de juny de 1933                                                   | José Giral Pereira (4)                        | IR          |            |
| II República (1931–1939)                                 | 12 de juny de 1933     | 12 de setembre de 1933                                               | Lluís Companys i Jover (4)                    | ERC         |            |
| II República (1931–1939)                                 | 12 de setembre de 1933 | 8 d'octubre de 1933                                                  | Juan José Rocha i García (6)                  | Radical     |            |
| II República (1931–1939)                                 | 12 de setembre de 1933 | 8 d'octubre de 1933                                                  | Vicente Iranzo Enguita (4)                    | ASR         |            |
| II República (1931–1939)                                 | 8 d'octubre de 1933    | 16 de desembre de 1933                                               | Vicente Iranzo Enguita (6)                    | ASR         |            |
| II República (1931–1939)                                 | 8 d'octubre de 1933    | 16 de desembre de 1933                                               | Leandro Pita Romero (4)                       | Radical     |            |
| II República (1931–1939)                                 | 16 de desembre de 1933 | 23 de gener de 1934                                                  | Diego Martínez Barrio (6)                     | Radical     |            |
| II República (1931–1939)                                 | 16 de desembre de 1933 | 23 de gener de 1935                                                  | Juan José Rocha i García (4)                  | Radical     |            |
| II República (1931–1939)                                 | 23 de gener de 1934    | 16 de novembre de 1934                                               | Diego Hidalgo Durán (6)                       | Radical     |            |
| II República (1931–1939)                                 | 16 de novembre de 1934 | 3 d'abril de 1935                                                    | Alejandro Lerroux García (6)                  | Radical     |            |
| II República (1931–1939)                                 | 23 de gener de 1935    | 3 d'abril de 1935                                                    | Gerardo Abad Conde (4)                        | Radical     |            |
| II República (1931–1939)                                 | 3 d'abril de 1935      | 6 de maig de 1935                                                    | Carlos Masquelet Lacaci (6)                   | Militar     |            |
| II República (1931–1939)                                 | 3 d'abril de 1935      | 6 de maig de 1935                                                    | Francisco Javier de Salas González (4)        | Militar     |            |
| II República (1931–1939)                                 | 6 de maig de 1935      | 14 de desembre de 1935                                               | José María Gil-Robles (6)                     | CEDA        |            |
| II República (1931–1939)                                 | 6 de maig de 1935      | 25 de setembre de 1935                                               | Antonio Royo Villanova (4)                    | Agrari      |            |
| II República (1931–1939)                                 | 25 de setembre de 1935 | 14 de desembre de 1935                                               | Pere Rahola i Molinas (4)                     | Lliga       |            |
| II República (1931–1939)                                 | 14 de desembre de 1935 | 19 de febrer de 1936                                                 | Nicolás Molero Lobo (6)                       | Militar     |            |
| II República (1931–1939)                                 | 14 de desembre de 1935 | 30 de desembre de 1935                                               | Francisco Javier de Salas González (4)        | Militar     |            |
| II República (1931–1939)                                 | 30 de desembre de 1935 | 19 de febrer de 1936                                                 | Antonio Azarola Gresillón (4)                 |             |            |
| II República (1931–1939)                                 | 19 de febrer de 1936   | 13 de maig de 1936                                                   | Carlos Masquelet Lacaci (6)                   | Militar     |            |
| II República (1931–1939)                                 | 19 de febrer de 1936   | 22 d'agost de 1936                                                   | José Giral Pereira (4)                        |             |            |
| II República (1931–1939)                                 | 13 de maig de 1936     | 19 de juliol de 1936                                                 | Santiago Casares Quiroga (6)                  | ORGA        |            |
| II República (1931–1939)                                 | 19 de juliol de 1936   | 19 de juliol de 1936                                                 | José Miaja Menant (6)                         | Militar     |            |
| II República (1931–1939)                                 | 19 de juliol de 1936   | 6 d'agost de 1936                                                    | Luis Castelló Pantoja (6)                     | Militar     |            |
| II República (1931–1939)                                 | 6 d'agost de 1936      | 4 de setembre de 1936                                                | Juan Hernández Saravia (6)                    | Militar     |            |
| II República (1931–1939)                                 | 22 d'agost de 1936     | 4 de setembre de 1936                                                | Francisco Matz Sánchez (4)                    |             |            |
| II República (1931–1939)                                 | 4 de setembre de 1936  | 17 de maig de 1937                                                   | Francisco Largo Caballero (6)                 | PSOE        |            |
| II República (1931–1939)                                 | 4 de setembre de 1936  | 17 de maig de 1937                                                   | Indalecio Prieto Tuero (7)                    | PSOE        |            |
| II República (1931–1939)                                 | 17 de maig de 1937     | 5 d'abril de 1938                                                    | Indalecio Prieto Tuero (2)                    | PSOE        |            |
| II República (1931–1939)                                 | 5 d'abril de 1938      | 31 de març de 1939                                                   | Juan Negrín López (2)                         | PSOE        |            |
| II República (1931–1939)                                 | 5 de març de 1939      | 31 de març de 1939                                                   | Segismundo Casado López (1)                   | Militar     |            |
| Franquisme (1936–1975)                                   | 31 de gener de 1938    | 9 d'agost de 1939                                                    | Fidel Dávila Arrondo (2)                      |             |            |
| Franquisme (1936–1975)                                   | 9 d'agost de 1939      | 3 de setembre de 1942                                                | José Enrique Varela Iglesias (3)              |             |            |
| Franquisme (1936–1975)                                   | 9 d'agost de 1939      | 20 de juliol de 1945                                                 | Salvador Moreno Fernández (4)                 |             |            |
| Franquisme (1936–1975)                                   | 9 d'agost de 1939      | 27 de juny de 1940                                                   | Juan Yagüe Blanco (5)                         |             |            |
| Franquisme (1936–1975)                                   | 3 de setembre de 1942  | 20 de juliol de 1945                                                 | Carlos Asensio Cabanillas (3)                 |             |            |
| Franquisme (1936–1975)                                   | 27 de juny de 1940     | 20 de juliol de 1945                                                 | Juan Vigón Suero-Díaz (5)                     |             |            |
| Franquisme (1936–1975)                                   | 20 de juliol de 1945   | 19 de juliol de 1951                                                 | Fidel Dávila Arrondo (3)                      |             |            |
| Franquisme (1936–1975)                                   | 20 de juliol de 1945   | 19 de juliol de 1951                                                 | Francisco Regalado Rodríguez (4)              |             |            |
| Franquisme (1936–1975)                                   | 20 de juliol de 1945   | 25 de febrer de 1957                                                 | Eduardo González-Gallarza e Iragorri (5)      |             |            |
| Franquisme (1936–1975)                                   | 19 de juliol de 1951   | 25 de febrer de 1957                                                 | Agustín Muñoz Grandes (3)                     |             |            |
| Franquisme (1936–1975)                                   | 19 de juliol de 1951   | 25 de febrer de 1957                                                 | Salvador Moreno Fernández (4)                 |             |            |
| Franquisme (1936–1975)                                   | 25 de febrer de 1957   | 10 de juliol de 1962                                                 | Antonio Barroso y Sánchez Guerra (3)          |             |            |
| Franquisme (1936–1975)                                   | 25 de febrer de 1957   | 10 de juliol de 1962                                                 | Felipe José Abárzuza y Oliva (4)              |             |            |
| Franquisme (1936–1975)                                   | 25 de febrer de 1957   | 10 de juliol de 1962                                                 | José Rodríguez y Díaz de Lecea (5)            |             |            |
| Franquisme (1936–1975)                                   | 10 de juliol de 1962   | 11 de febrer de 1964                                                 | Pablo Martín Alonso (3)                       |             |            |
| Franquisme (1936–1975)                                   | 10 de juliol de 1962   | 29 d'octubre de 1969                                                 | Pedro Nieto Antúnez (4)                       |             |            |
| Franquisme (1936–1975)                                   | 10 de juliol de 1962   | 29 d'octubre de 1969                                                 | José Daniel Lacalle Larraga (5)               |             |            |
| Franquisme (1936–1975)                                   | 20 de febrer de 1964   | 29 d'octubre de 1969                                                 | Camilo Menéndez Tolosa (3)                    |             |            |
| Franquisme (1936–1975)                                   | 20 d'octubre de 1969   | 11 de juny de 1973                                                   | Juan Castañón de Mena (3)                     |             |            |
| Franquisme (1936–1975)                                   | 20 d'octubre de 1969   | 11 de juny de 1973                                                   | Adolfo Baturone Colombo (4)                   |             |            |
| Franquisme (1936–1975)                                   | 20 d'octubre de 1969   | 3 de gener de 1974                                                   | Julio Salvador y Díaz-Benjumea (5)            |             |            |
| Franquisme (1936–1975)                                   | 11 de juny de 1973     | 11 de juliol de 1975                                                 | Francisco Coloma Gallegos (3)                 |             |            |
| Franquisme (1936–1975)                                   | 11 de juny de 1973     | 14 d'abril de 1977                                                   | Gabriel Pita da Veiga y Sanz (4)              |             |            |
| Franquisme (1936–1975)                                   | 3 de gener de 1974     | 11 de desembre de 1975                                               | Mariano Cuadra Medina (5)                     |             |            |
| Regnat de Joan Carles I (1975-2014)                      | 11 de desembre de 1975 | 4 de juliol de 1977                                                  | Félix Álvarez-Arenas y Pacheco (3)            |             |            |
| Regnat de Joan Carles I (1975-2014)                      | 11 de desembre de 1975 | 4 de juliol de 1977                                                  | Carlos Franco Iribarnegaray (5)               |             |            |
| Regnat de Joan Carles I (1975-2014)                      | 14 d'abril de 1977     | 4 de juliol de 1977                                                  | Pascual Pery Junquera (4)                     |             |            |
| Regnat de Joan Carles I (1975-2014)                      | 4 de juliol de 1977    | 6 d'abril de 1979                                                    | Manuel Gutiérrez Mellado (1)                  | Militar     |            |
| Regnat de Joan Carles I (1975-2014)                      | 5 de juliol de 1977    | 26 de febrer de 1981                                                 | Agustín Rodríguez Sahagún (1)                 | UCD         |            |
| Regnat de Joan Carles I (1975-2014)                      | 26 de febrer de 1981   | 3 de desembre de 1982                                                | Alberto Oliart Saussol (1)                    | UCD         |            |
| Regnat de Joan Carles I (1975-2014)                      | 3 de desembre de 1982  | 12 de març de 1991                                                   | Narcís Serra i Serra (1)                      | PSOE        |            |
| Regnat de Joan Carles I (1975-2014)                      | 12 de març de 1991     | 3 de juliol de 1995                                                  | Julián García Vargas (1)                      | PSOE        |            |
| Regnat de Joan Carles I (1975-2014)                      | 3 de juliol de 1995    | 5 de maig de 1996                                                    | Gustavo Suárez Pertierra (1)                  | PSOE        |            |
| Regnat de Joan Carles I (1975-2014)                      | 5 de maig de 1996      | 27 d'abril de 2000                                                   | Eduardo Serra Rexach (1)                      | Independent |            |
| Regnat de Joan Carles I (1975-2014)                      | 28 d'abril de 2000     | 18 d'abril de 2004                                                   | Federico Trillo-Figueroa y Martínez-Conde (1) | PP          |            |
| Regnat de Joan Carles I (1975-2014)                      | 18 d'abril de 2004     | 7 d'abril de 2006                                                    | José Bono Martínez (1)                        | PSOE        |            |
| Regnat de Joan Carles I (1975-2014)                      | 7 d'abril de 2006      | 14 d'abril de 2008                                                   | José Antonio Alonso Suárez (1)                | PSOE        |            |
| Regnat de Joan Carles I (1975-2014)                      | 14 d'abril de 2008     | 20 de maig de 2008                                                   | Carme Chacón Piqueras (1)                     | PSOE        |            |
| Regnat de Joan Carles I (1975-2014)                      | 20 de maig de 2008     | 30 de juny de 2008                                                   | Alfredo Pérez Rubalcaba (Interí) (1)          | PSOE        |            |
| Regnat de Joan Carles I (1975-2014)                      | 30 de juny de 2008     | 22 de desembre de 2011                                               | Carme Chacón Piqueras (1)                     | PSOE        |            |
| Regnat de Joan Carles I (1975-2014)                      | 22 de desembre de 2011 | 4 de novembre de 2016                                                | Pedro Morenés y Álvarez de Eulate (1)         | Independent |            |
| Regnat de Felip VI (2014- actualitat)                    | 22 de desembre de 2016 | 7 de juny de 2018                                                    | María Dolores de Cospedal García (1)          | PP          |            |
| Regnat de Felip VI (2014- actualitat)                    | 7 de juny de 2018      | En el càrrec                                                         | María Margarita Robles Fernández (1)          | Independent |            |

(1) Ministeri de Defensa
(2) Ministeri de Defensa Nacional
(3) Ministeri de l'Exèrcit
(4) Ministeri de Marina
(5) Ministeri de l'Aire 
(6) Ministeri de Guerra 
(7) Secretaria del Despatx de Guerra